# دس کخ
دس کخ (انگلیسی: Des Koch؛ ۱۰ مه ۱۹۳۲ – January 26, 1991 (aged 58)) ورزشکار دو و میدانی اهل ایالات متحده آمریکا بود.
وی در مسابقات کشوری و بین‌المللی در مجموع برندهٔ ۱ مدال برنز شده‌است.